# Eniwa
Eniwa (Japans: 恵庭市, Eniwa-shi) is een Japanse stad in de prefectuur Hokkaido. In 2014 telde de stad 68.951 inwoners. 

## Geschiedenis
Op 1 november 1970 werd Eniwa benoemd tot stad (shi).

## Partnersteden
- Waki, Japan sinds 1979
- Guiyang, China sinds 1986
- Timaru, Nieuw-Zeeland sinds 2008

Subprefecturen:
Hidaka · Hiyama · Iburi · Ishikari · Kamikawa · Kushiro · Nemuro · Okhotsk · Oshima · Rumoi · Shiribeshi · Sorachi · Soya · Tokachi

Steden:
Abashiri · Akabira · Asahikawa · Ashibetsu · Bibai · Chitose · Date · Ebetsu · Eniwa · Fukagawa · Furano · Hakodate · Hokuto · Ishikari · Iwamizawa · Kitahiroshima · Kitami · Kushiro · Mikasa · Monbetsu · Muroran · Nayoro · Nemuro · Noboribetsu · Obihiro · Otaru · Rumoi · Sapporo (hoofdstad) · Shibetsu · Sunagawa · Takikawa · Tomakomai · Utashinai · Wakkanai · Yubari